# 墨西拿足球俱乐部
墨西拿足球會（義大利語：Associazione Calcio Rinascita Messina SRL）乃一家位於意大利南部西西里島的足球會，成立於1900年，現時在意大利足球丙级联赛作賽。

這家球會長期以來都是在低級聯賽打滾，由於財力不足，一直都沒有能力獲得頂級球員加盟。1996年更因財攻困難，被賽會再降一級作賽。其後通過重組，才於2004年升上甲組聯賽作賽。但此後一直都深受降級威脅。2005－06年球季聯賽僅排第十八位，本應降級告終，但因發生義甲醜聞，才勉強保住甲組席位。在2006-2007球季，因球隊實力明顯不足，最終以榜末第20名降入乙組。2008年7月俱乐部遇到财政危机，被意大利足协勒令降入丁级联赛作战。

墨西拿俱乐部2008年之前的队徽

## 著名球員
- 马克·尤利亚诺（Mark Iuliano）
- 柳澤敦
- 小笠原满男

## 外部連結
- 梅西纳官方網站